# 北海道立宗谷ふれあい公園

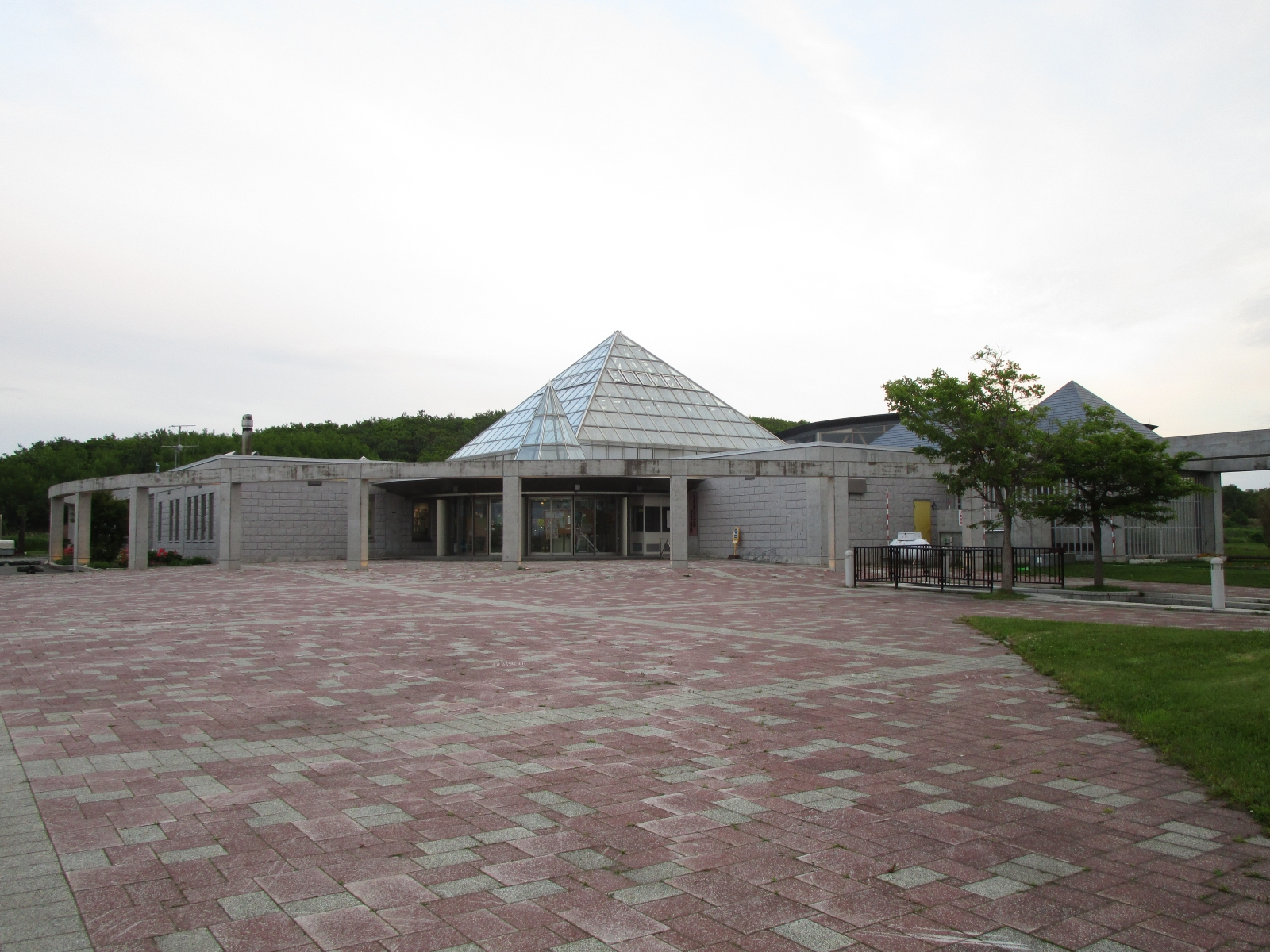
ビジターセンター

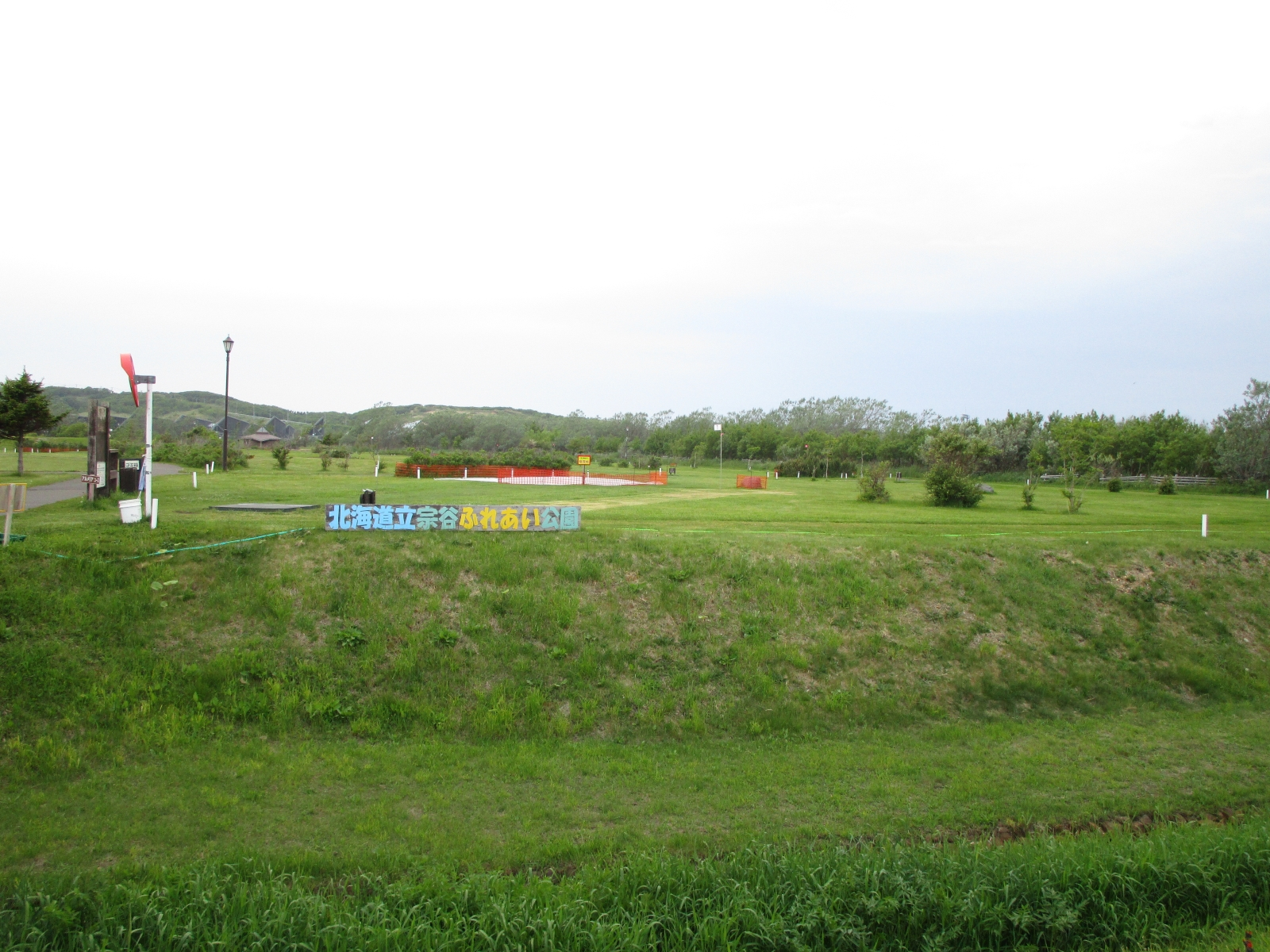
パークゴルフ場

北海道立宗谷ふれあい公園（ほっかいどうりつそうやふれあいこうえん）は、北海道稚内市にある公園。5番目に設けられた道立広域公園。

## 概要
1988年（昭和63年）に稚内市が「てっぺんファミリー基本構想」を策定したことを契機として、1991年（平成3年）に道立公園の適地として決定した。
公園名は1992年11月に開始された公募により、290点の案から選ばれた。日本国内最北端のイメージ、大沼の北岸に隣接しているなどの地域特性から「未来への北方圏交流拠点の形成」をコンセプトに整備している。

## 施設
ビジターセンター
屋内遊技場
バーベキューコーナー
研修室
インドアガーデン
パークゴルフ場
日本パークゴルフ協会公認コース
利用期間（5月上旬から10月31日）
4コース、全36ホール
サハリンコース
アルメリアコース
ふれあいコース
リンドウコース
オートキャンプ場
キャンプサイト
プライベートサイト（24サイト。うち8サイトはペット同伴可）
フリーテントサイト
キャンピングカーサイト（4サイト）
キャンパーズハウス・炊事棟
ロッジ
Aロッジ（5棟、定員6名）
Bロッジ（5棟、定員8名）
Cロッジ（1棟、身障者対応、定員6名）
展望ゾーン
展望室（5月上旬から9月30日）
風の劇場・モニュメント
多目的広場
利用期間（5月上旬から9月30日）
天然芝サッカーコート2面
谷間の冒険広場
利用期間（5月上旬から9月30日）
ターザンロープ・ふわふわドームなど
スキー場
利用期間（1月上旬から3月中旬）
歩くスキーコース
利用期間（1月上旬から3月中旬）
用具無料レンタル

## 参考資料
- “北海道立宗谷ふれあい公園管理規則”. 北海道例規類集.  北海道. 2015年12月7日閲覧。
- “道立宗谷ふれあい公園”. 北海道ファンマガジン.   PNG Office (2008年3月13日). 2015年12月8日閲覧。